# ETN 드라마
ETN 드라마는 원래 '웨딩TV'로 출발했지만  시청률 부진을 면치 못하자   2002년 말 장르를 변경해 개국한 드라마 채널이었는데 지상파에서는 볼 수 없는 독자적드라마를 방송할 수 있는 여건을 갖췄으며 팬  엔터테인먼트와 삼화프로덕션의 공동 출자로 화제가 되었으나  자체제작 드라마를 내놓지 못한 데 이어 지상파 3사 계열 채널(MBC 드라마넷, KBS 드라마, SBS 드라마 플러스(현재 SBS 플러스)) 외에도 2001년 MCN드라마로 출범했다가  2003년 채널명을 변경한 뒤 고전-외국 드라마 등을 재방영했던 DTN 드라마와의 경쟁에서   시청률 부진을 면치 못하자 2004년 없어졌다.

## 같이 보기
- ETN